# Bernardo Clesio
Bernardo Clesio (Cles, 12 de março de 1485 - Bressanone, 30 de julho de 1539), também conhecido como Bernardo de Cles ou Bernhard von Cles, foi um nobre, diplomata e cardeal italiano, e príncipe-bispo do Principado Episcopal de Trento.

## BIografia
Nasceu na família dos senhores de Cles, filho de Ildebrando, marechal de Sigismundo do Tirol e conselheiro do Sacro-Império, e Dorothea Fuchs von Fuchsberg. Seu pai faleceu quando ele ainda era um jovem, sendo confiado a um tutor, e quando tinha doze anos foi enviado para estudar Retórica em Verona. Em 1504 matriculou-se na Universidade de Bolonha nos cursos de Direito e Teologia, e pouco depois já assumia funções civis como síndico e procurador imperial. Recebeu as Ordens Menores em 7 de agosto de 1509 e em 1511 laureou-se com distinção na universidade. No mesmo ano foi investido de um canonicato na Catedral de Trento e no ano seguinte foi nomeado protonotário apostólico. Em seguida foi nomeado conselheiro de Georg III von Neydeck, príncipe-bispo de Trento, a quem representava em períodos de ausência, e em 1513 foi indicado pelo imperador para tomar um assento na Dieta de Innsbruck. Com a morte de Neydeck, em 12 de junho de 1514 foi eleito pelo Capítulo da Catedral para sucedê-lo, e em setembro de 1515 recebeu as Ordens Maiores, foi sagrado bispo e tomou posse. Neste ínterim, foi nomeado governador de Verona, permanecendo no cargo até 1517, quando a cidade, através de um tratado, foi entregue para o domínio francês.
Permaneceu fiel aos sacro-imperadores, de quem o principado era Estado vassalo, e desenvolveu intensa atividade diplomática em seu nome. Foi conselheiro de Maximiliano I, em 1525 foi nomeado núncio plenipotenciário junto ao condado do Tirol, e em 1526 Fernando I tornou-o seu conselheiro secreto, vindo a adquirir grande influência sobre o monarca. Dois anos depois foi feito grande chanceler, o que aumentou suas responsabilidades diplomáticas. Era considerado um hábil e bem intencionado negociador mesmo por seus oponentes. Em 1530 foi elevado ao cardinalato e com a morte do papa Clemente VII foi um dos candidatos à sua sucessão, mas não foi eleito. Em 1539 foi investido também da diocese de Bressanone, mas faleceu durante as preparações para sua posse.

## Governo
Sua atuação como governante tem sido reconhecida como notável, e é tido como quem verdadeiramente consolidou a soberania do principado e o projetou no cenário político europeu. Seu maior desafio ocorreu nos anos imediatamente anteriores e posteriores à Revolta dos Camponeses de 1525, causada pelas crescentes dificuldades enfrentadas pelo campesinato, agravadas por episódios de fome e peste. Clesio reprimiu a revolta com grande severidade e a crise econômica e social que o conflito desencadeou levaria alguns anos para ser ultrapassada.
Tinha uma ampla cultura sacra e profana, manteve amizades com artistas, humanistas e literatos, destacando-se entre eles Erasmo de Roterdã, a quem insistentemente mas sem sucesso convidou para sua corte, e foi um típico príncipe renascentista, desenvolvendo um ativo mecenato artístico e cultural. Ordenou reformas e embelezamentos na Catedral de Trento e transformou o antigo Castelo del Buonconsiglio em um suntuoso palácio, dotando-o de rica biblioteca e galerias de obras de arte. Mandou erguer o Palazzo delle Albere e reconstruir as igrejas de Santa Maria Maggiore em Trento e Santa Maria Assunta em Civezzano, tornando-as joias de arquitetura. Reformou vários castelos, palácios e fortificações, abriu estradas, construiu habitações populares, pontes e aquedutos, regularizou o curso de rios, fomentou a agricultura, a indústria, a mineração e o comércio em todo o seu território, saneou as finanças do principado, protegeu os pobres, promulgou leis contra a usura e os Estatutos de Trento, organizou arquivos históricos e implementou amplas melhorias urbanas e paisagísticas na capital. Como esteve quase sempre envolvido em missões para o Império, passava muito tempo ausente, mas soube encontrar auxiliares eficientes e confiáveis, como Antonio Quetta, seu chanceler, e os bispos Michele Jorba, Cipriano de Charis e Vincenzo Negusanti, entre outros, a quem dava, não obstante, constante orientação administrativa através de correspondência.
Em termos pastorais e doutrinais procurou moralizar os costumes do clero e foi um grande defensor da ortodoxia católica, opondo-se firmemente à Reforma Protestante, iniciando os preparativos para a realização do Concílio de Trento, levado a cabo pelo seu sucessor, Cristoforo Madruzzo.